# Rohtas fort
Rohtas fort (urdu: قلعہ روہتاس Qila Rohtas) är ett garnisonsfort i Pakistan, uppfört under afghankungen Sher Shah Suris tid. Detta fort är omkring 4 km i omkrets och det första exemplet på en framgångsrik fusion av pashtunsk och hinduisk arkitektur på subkontinenten.

## Fortets namn
Sher Shah Suri gav fortet namnet Qila Rohtas efter det berömda Rohtasgarh fort i Shahabaddistriktet nära Baharkunda, Bihar vilket intagits från rajan av Rohtas Hari Krishan Rai år 1539. Rohtasgarh ligger i floden Sons övre del, 20 37’ N and 85 33’Ö. Det uppfördes av Harish Chandra av Solardynastin och fick sitt namn efter hans son Rohitasva som fortet (Rohtasgarh) sedan fick sitt namn av.

## Orsaker till uppförandet
Sher Shah konstruerade Qila Rohtas för att förhindra Emperor Humayuns återvändande till Indien efter att förlorat mot honom i slaget vid Kanauj. Fortet ligger vid den gamla GT vägen mellan norra Afghanistan och Punjabs slättland. Fortet blockerade vägen från Peshawar till Lahore. En annan orsak var att trycka ner den lokala stammen i regionen Potohar kallade Gakharer som var allierade med Humayun och vägrade svära trohet till Sher Shah Suri. Kejsaren instruerade den lokala stammen Janjua Rajput att hjälpa till att bygga fortet för att krossa Gakharerna när de senare blev öppet fientliga och straffade arbetare som deltog i byggarbetena.
Fortet uppfördes av Todar Mal på Sher Shahs order.

## Läge
Qila Rohtas ligger i en kanjon omkring 16 km nordväst om staden Jhelum och 7 km ifrån staden Dina. Den uppfördes på en höjd där det lilla vattendraget Kahan möter ett annat kallat Parnal Khas och svänger österut mot bergskedjan Tilla Jogian. Fortet ligger omkring 100 meter över sin omgivning, 818 meter över havet och täcker ett område på 51 000 m².

## Konstruktion
Qila Rohtas är ett garnisonsfort och kan hålla en styrka av 30 000 man. Tack vare sitt läge, massiva murar och fällportar och tre baoli (trappstegsbrunnar) kunde det stå emot en stor belägring.
Större delen av fortet byggdes av ashlarstenar insamlade från närliggande byar såsom Tarraki. Några delar byggdes av tegelsten.
Fortet är ojämnt i struktur och följer konturerna av det berg det byggdes på. Fortet är 5,2 km i omkrets. En 533 meter lång mur skiljer citadellet från andra delar av fortet.
Fästningen har 68 bastioner i oregelbundna intervall. Av de 3 brunnarna ligger en inne i citadellet och de övriga utanför. En av portarna (Langar Khani) går in till citadellet och är en fällport då den ligger i rät linje med bastionerna.
Khwas Khaniporten är ett exempel på dubbla murar. En liten enklav på västra sidan är ett citadell inne i ett citadell. Det kan endast nås genom porten och har också en mycket vacker Baoli som man tror var tänkt för ledaren och hans familj. Inne i detta citadell ligger en vacker Masque kallad Shahimoskén. Här finns inga palats förutom en byggnad uppförd av Raja Man Singh kallad Haveli av Man Singh. Det är uppfört på citadellets högsta punkt.

## Fortifikationsmurarna

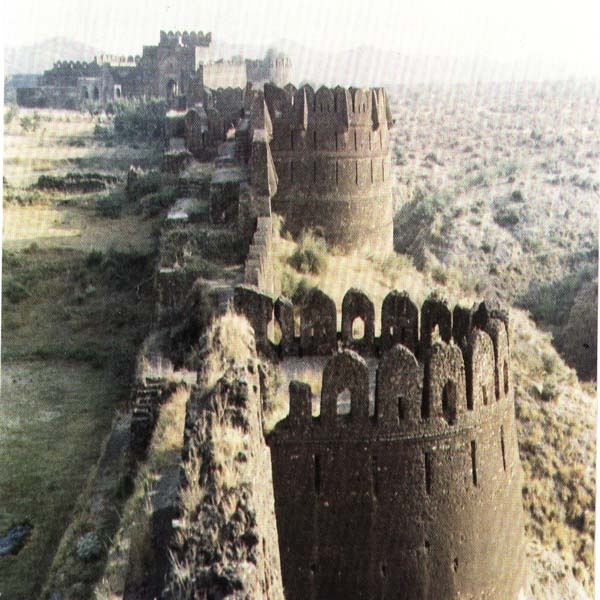
Bastioner, krenelering, terrasser och terräng.

De yttre murarnas höjd varierar mellan 10 och 18 meter. Dess tjocklek varierar mellan 10 och 13 meter. Murarna har 2 eller 3 terrasser och varierar i tjocklek, det största är 13 meter nära Moriporten. Terrasserna är sammanlänkas genom trappor. Den översta terrassen har merlon-formade kreneleringar. Musköter kan avfyras från dessa. Soldater kan även hälla smält bly över murarna.
Muren är byggd i sandsten lagd i sandstensmurbruk mixad med tegelsten. Portarna är i grå ashlarblock. Några delar har byggts med vanlig tegelsten.